# Siegfried Lenz
Siegfried Lenz (17. ožujka 1926. u Lycku, Istočna Pruska – 7. listopada 2014. u Hamburgu) je bio jedan od najpoznatijih njemačkih književnika poslijeratne i suvremene književnosti. 

## Život
Siegfreid Lenz je rođen u mjestu Lyck u Mazuriji, pokrajini u sjevernoistočnoj Poljskoj. Nakon rane smrti oca njegova se majka zajedno s kćerkom, njegovom sestrom, odselila iz Lycka i ostavila 6-godišnjeg Siegfrieda kod bake, kod koje je i odrastao.  
U Klaus Harms školi u Kappelnu (Schleswig-Holstein) je 1939. počeo pogađati kurs za darovitu djecu, 1943. je položio tzv. Ratnu maturu i nakon toga je bio mobiliziran od strane ratne mornarice.
Dana 20. ožujka 1944. je postao član Nacionalsocijalističke njemačke radničke stranke,  šta njemu, po vlastitoj izjavi, nije bilo poznato i radilo se o skupnom postupku učlanjivanja. U sklopu masovnog promaknuća je 20. ožujka 1945. dobro čin zastavnika mornarice. Kratko prije završetka Drugog Svjetskog rata je dezertirao u Danskoj i na bijegu su ga zarobili Britanci U zarobljeništvu je Lenz bio prevoditelj Komisije za otpuštanje zatvorenika. 
U članku "Ich zum Beispiel“ (Ja na primjer) je 1966. pisao o svojoj mobilizaciji, početnoj euforiji 17-godišnjaka, te kasnijem otrežnjenju i kraju rata, kojeg je doživio kao olakšanje i konačan kraj svim ratnim lažima.
Nakon otpuštanja iz zarobljeništva studirao je filozofiju, anglistiku i znanost književnosti na Sveučilištu u Hamburgu. Poslije prekida studija započeo je raditi kao volonter kod dnevnih novina „Die Welt“ i bio je urednik feljtona od 1950. do 1951. U redakciji je upoznao svoju buduću suprugu Liselotte (1918.-2006.), koja je kasnije ilustrirala nekoliko njegovih knjiga.  
Siegfried i Liselotte vjenčali su se 1949. 
Nakon objave pretiska njegovog prvog romana u literrarnom kutku dnevnih novina, odlučio se živjeti i raditi kao slobodan pisac.
Lenz je bio redovit posjetitelj sastanaka „Grupe 47“, koje je organizirao Hans Werner Richter. Cilj sastanka autora je bilo komentiranje aktualnih djela kao i promicanje mladih autora.
Zajedno s piscem Günterom Grassom angažirao se za Socijaldemokratsku stranku Njemačke i podržavao politiku Willya Brandta, izuzeto njegovu novu istočnu politiku, čiji je cilj bila normalizacija odnosa sa zemljama istočne Europe, posebno s Njemačkom Demokratskom Republikom. Od 2003. je bio gast profesor Heinrich-Heine Sveučilišta u Düsseldorfu te počasni član Slobodne akademije umjetnosti u Hamburgu, a 2011. je postao počasni stanovnik svog rodnog mjesta Lyck u Istočnoj Pruskoj.
Siegfried Lenz je višestruko odlikovan, između ostaloga Goetheovom i nagradom Thomasa Manna te Mirovnom nagradom njemačkih knjižara.
Četiri godine nakon smrti supruge Liselotte se Siegrfied Lenz 2010. vjenčao s Ullom Reimer. 
Preminuo je 07.listopada 2014. je u Hamburgu. 

## Stvaralaštvo
„Rano sam ustanovio da čovjek, ako želi živjeti od pisanja, mora zagrijati stolicu. Nadahnuće nije dovoljno, nego su potrebni i ustrajnost, tvrdoglavost, izdržljivost, a sve su to odlike do kojih je došao i Goethe.“
Siegfried Lenz je autor 15 romana i više od 100 pripovijetki, eseja, recenzija, radio drama i kazališnih djela. On je u ranim godinama stvaralaštva pisao kratke priče, čiji je žanr etablirao u Njemačkoj. Njegove kratke priče kao npr. „Das Feuerschiff“ su desetljećima dio školske lektire. Njegovo najvažnije djelo je roman „Deutschstunde“ (Sat Njemačkog) čija je središnja tema doba nacionalnag socijalizma i pogrešno shvaćeni pojam dužnosti. Dječak Siggi Jepsen piše kaznenu zadaću na temu „radost dužnosti“ i izabire za to svog oca, redarstvenog stražara, koji nadzire mjesnog slikara, kojem je policijski zabranjeno slikanje. Lenz piše o disciplini kojom se ispunjava dužnost, o potpunoj nesvjesnost zla koje vrijeba iza slijepog i nekritičnog slušanja i djelovanja. 
U ranim godinama uzor mu je bio Ernest Hemingway od kojeg se 1960. distancirao i okrenuo svom velikom idolu Williamu Faulkneru.
Lenzova djela odlikuje kronološki način pripovjedanja i jasnoća jezičnog izricaja. Zbog svog konvecionalnog stila je bio kritiziran kao staromodan i tradicionalan.
Marcel Reich Ranicki, poznati njemački literarni kritičar, pridjeo mu je nadimak „dobroćudnog sumnjala“. Hanjo Kesting opisuje Lenza kao opuštenog čovjeka sa smislom za humor, koji u svojim djelima pokušava ljude razumjeti, a ne osuđivati.  Siegfried Lenz je u jednom često citiranom govoru naglasio da on umjetnost provokacije ne cijeni tako kao umjetnost savezničkog povezivanja s čitateljem, da bi na taj način zajedno reducirali postojeće zlo.On je bio književnik visokih moralnih načela.
Lenz je bio i kritičar suvremenih pojava modernog doba. Roman "Čovjek u struji" obrađuje probleme starenja u društvu, posebno u radnom i potrošačkom društvu. U Romanu "Kruha i igara" iz 1959. piše o sjaju i bijedi svijeta sporta. U romanu "Uzor" kritički piše o njemačkoj stvarnosti 70-ih godina prošlog stoljeća.
Roman „Prebjeglica", kojeg je napisao 1951., je postumno objavljen. Trebao je izaći 1952., ali se Izdavačka kuća u zadnjem trenu povukla iz političkih razloga.   U romanu se radi o njemačkom vojniku, koji se pri kraju Drugog svjatskog rata priključuje partizanima Crvene armije.
Nasljedstvo Siegfrieda Lenza nalazi se u Njemačkom arhivu literature u Marbachu (26), a djelovi nasljedstava, kao npr. manuskript knjige „Deutschstunde“ (Sat Njemačkog), izloženi su u Literarnom muzeju u Marbachu.

## Djela (Izbor)
- 1951: Bili su jastrebovi u zraku (Es waren Habichte in der Luft)
- 1951: Prebjeglica (Der Überläufer)
- 1957: Čovjek u rijeci (Der Mann im Strom)
- 1959: Kruha i igara (Brot und Spiele)
- 1963: U kuloarima (Stadtgespräch)
- 1968: Sat Njemačkog (Deutschstunde)
- 1973: Uzor (Das Vorbild)
- 1978: Zavičajni muzej(Heimatmuseum)
- 1981: Gubitak (Der Verlust)
- 1990: Zvučna proba (Die Klangprobe)
- 1994: Pobuna (Die Auflehnung)
- 1999: Arneova ostavština (Arnes Nachlaß)
- 1955: Tako nježan bijaše Suleyken, pripovijetke(So zärtlich war Suleyken)
- 1996: Ludmilla, pripovijetke